# Eric Dunning
Eric Geoffrey Dunning (* 27. Dezember 1936; † 10. Februar 2019) war ein britischer Soziologe und emeritierter Professor der University of Leicester. Er war einer der wichtigsten Schüler von Norbert Elias, mit dem er jahrzehntelang zusammenarbeite. Er wandte dessen Methoden aus der Figurationssoziologie auf Untersuchungen der historischen Entwicklung des Sports, der Freizeit und der Gewalt an. Dunning gehörte zu den Pionieren der Sportsoziologie.

## Schriften (Auswahl)
- Mit Norbert Elias: Sport im Zivilisationsprozess. Studien zur Figurationssoziologie, Münster: Lit, 1982, ISBN 3-88660-045-9
- Mit Norbert Elias: Quest for excitement. Sport and leisure in the civilizing process, Oxford, UK; New York, USA: B. Blackwell, 1986, ISBN 0-631-14654-7
  - Sport und Spannung im Prozess der Zivilisation, Frankfurt am Main: Suhrkamp, 2003, ISBN 978-3-518-58363-0
- Mit Patrick Murphy und John Williams: The roots of football hooliganism. An historical and sociological study, London; New York: Routledge & Kegan Paul, 1988; ISBN 0-7102-1336-0
- Sport matters. Sociological studies of sport, violence, and civilization, London; New York: Routledge, 1999, ISBN 0-415-06413-9, Volltextversion-online (PDF, abgerufen am 30. November 2014).